# Parum
Parum is een geslacht van vlinders uit de onderfamilie Smerinthinae van de familie pijlstaarten (Sphingidae).

## Beschrijving

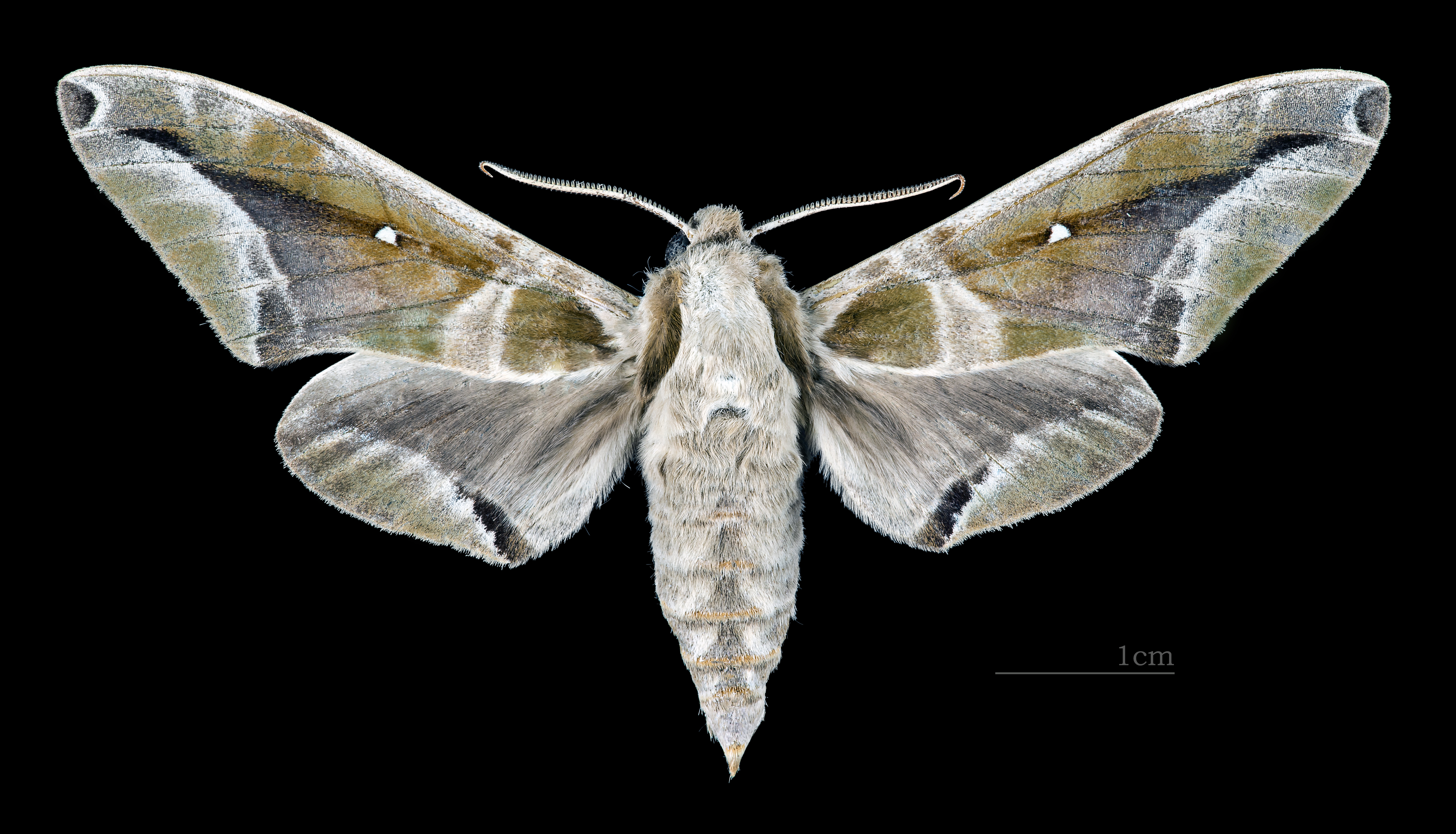
Parum colligata ♂
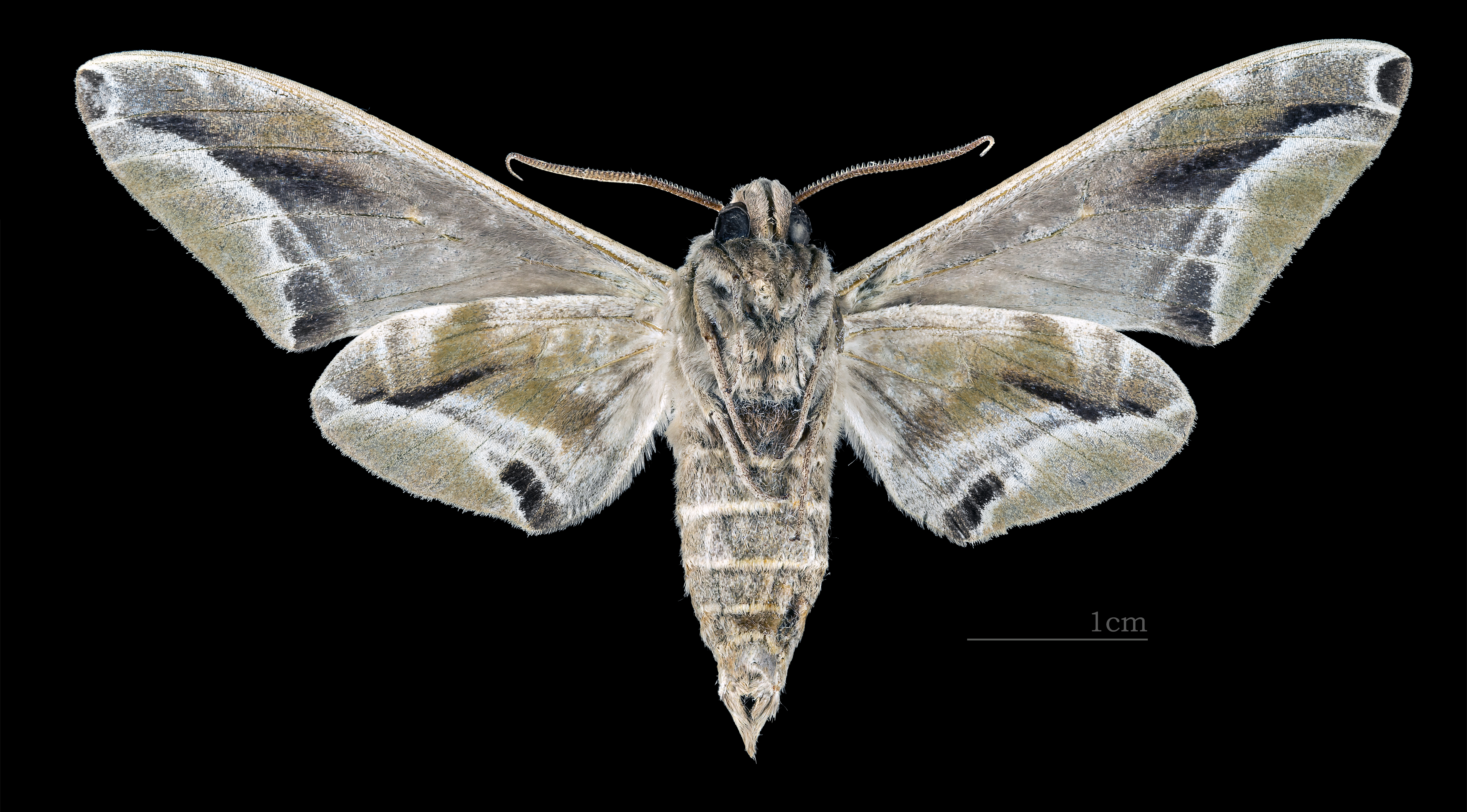
Parum colligata ♂ △
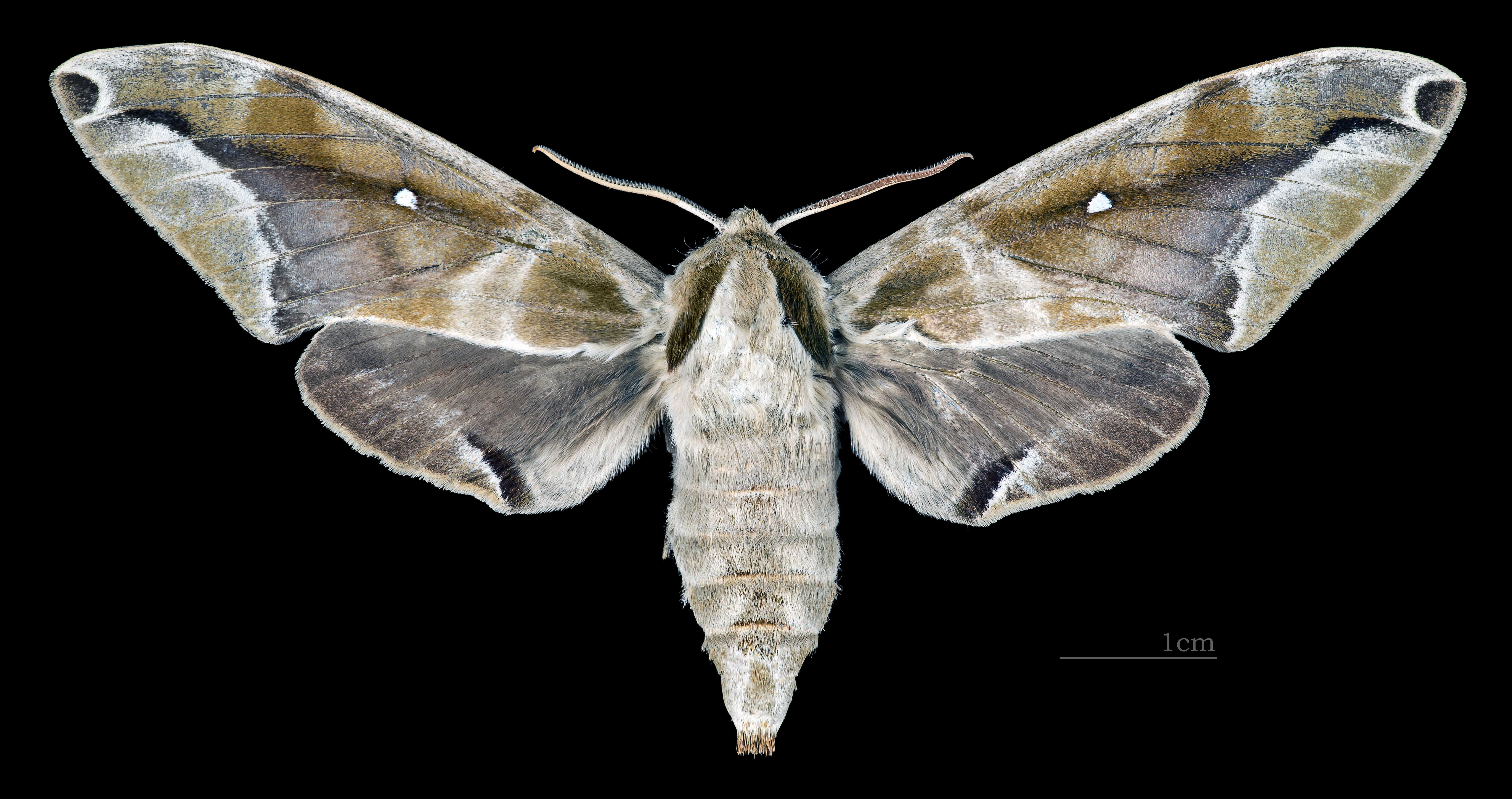
Parum colligata ♀
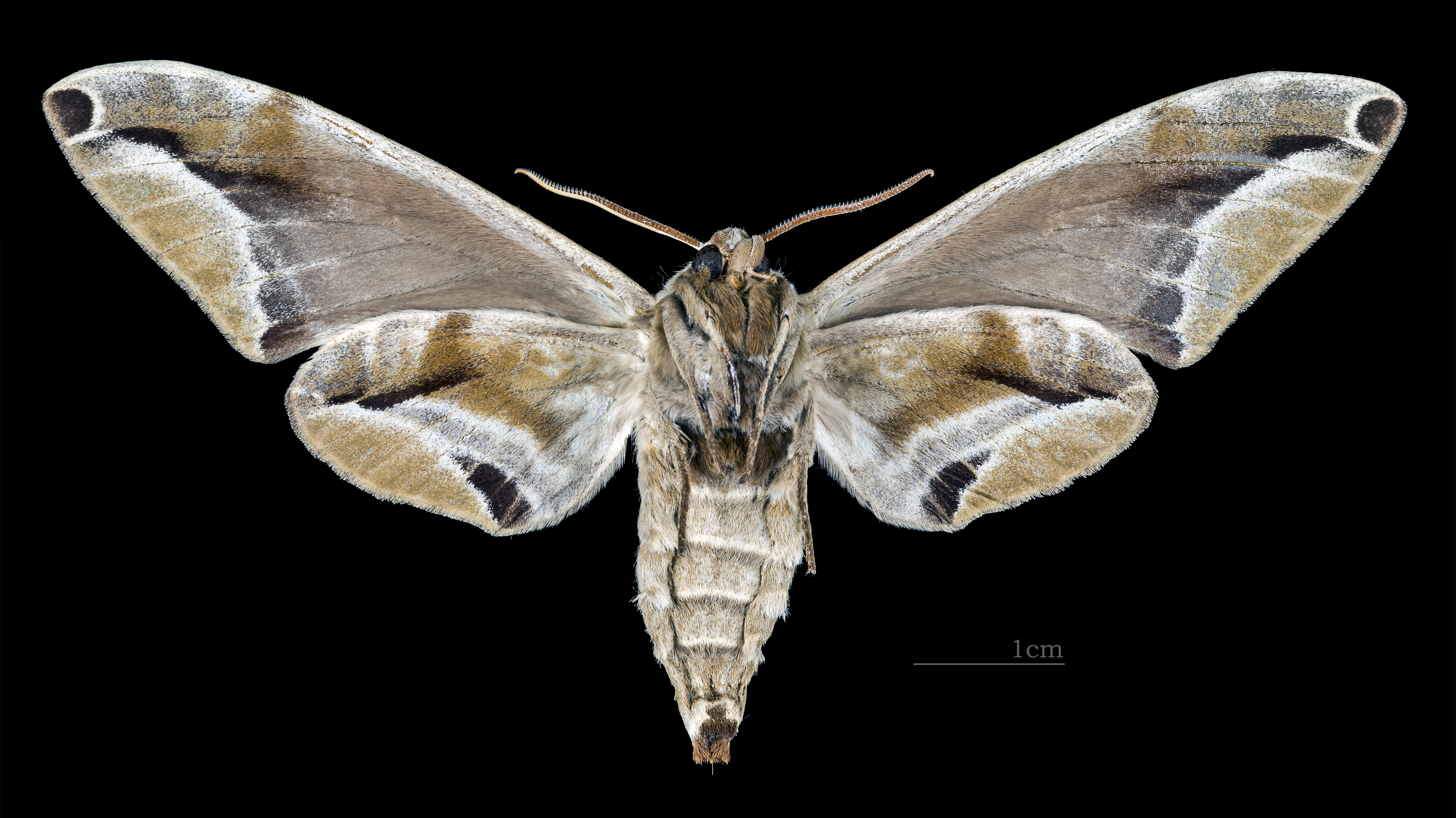
Parum colligata ♀ △

## Soorten
- Parum colligata (Walker, 1856)